# Edward Fellowes (1er baron de Ramsey)
Pour les articles homonymes, voir Fellowes.
Edward Fellowes (14 mai 1809 - 9 août 1887) est un député britannique conservateur.

## Biographie
Il est le fils de William Henry Fellowes, de Ramsey Abbey dans le Huntingdonshire et d'Emma Benyon. Il est élu à la Chambre des communes pour le Huntingdonshire en 1837, siège qu'il occupe pendant 43 ans, jusqu'en 1880. En juillet 1887, un mois seulement avant sa mort, il est élevé au rang de pair et titré baron de Ramsey, de l'abbaye de Ramsey, dans le comté de Huntingdon.
Son siège est à Haveringland Hall.
Lord de Ramsey s'est marié, en 1845, à l'hon. Mary Julia Milles, fille de George Milles (4e baron Sondes). Il meurt en août 1887, à l'âge de 78 ans, et son fils aîné William Fellowes (2e baron de Ramsey) lui succède. La douairière Lady de Ramsey est décédée le 10 avril 1901. Leur fils cadet Ailwyn Fellowes (1er baron Ailwyn) est un homme politique conservateur, élevé à la pairie en tant que baron Ailwyn en 1921.